# Chilicola dalmeidai
Chilicola dalmeidai är en biart som först beskrevs av Jesus Santiago Moure 1946.  Chilicola dalmeidai ingår i släktet Chilicola och familjen korttungebin. Inga underarter finns listade i Catalogue of Life.